# Сулацький каскад ГЕС
Сулацький каскад ГЕС — комплекс гідравлічних електростанцій у Росії. Розташовано на річці Сулак в Дагестані. Основна частина будівництва здійснена в радянський період. ГЕС відіграють важливу роль у забезпеченні стійкості енергосистеми Півдня Росії.

## Загальні відомості
Комплекс ГЕС на річці Сулак, сумарною діючої потужністю 1345,6 МВт, середньорічне виробленням 3,6803 млрд кВт·год (0,37 % загального споживання у Росії) і складається з трьох ступенів:
- перша ступінь — Чиркейська ГЕС, потужністю 1000 МВт і виробленням 2,47 млрд кВт·год;
- друга ступінь — Міатлінська ГЕС, потужністю 220 МВт і виробленням 0,69 млрд кВт·год;
- третя ступінь — комплекс Чирюртських ГЕС, які використовують одну греблю і водосховище, що складається з чотирьох станцій:
  - Чирюртська ГЕС-1, проектною потужністю в 72 МВт і виробленням 0386 млрд кВт·год;
  - Гельбахська ГЕС потужністю 44 МВт і виробленням 0,0915 млрд кВт·год;.
  - експериментальна Бавтугайська ГЕС, потужність 0,6 МВт;
  - Чирюртська ГЕС-2 потужністю 9 МВт і виробленням 0,0428 млрд кВт·год;

ГЕС знаходяться на території Дагестану. Всі електростанції спроектовані інститутом «Гідропроект» (Ленінградським і Бакинським відділеннями). Усі ступені входять до складу ВАТ «РусГідро».

## Ресурси Інтернету
- Сайт института «Гидропроект» [Архівовано 1 серпня 2010 у Wayback Machine.]
- Официальный сайт ОАО «РусГидро» [Архівовано 21 грудня 2009 у Wayback Machine.]